# Campeonato Open de Ralis de 2013

## Provas
| Mês       | Prova                      | Organizador                | Piso    | Campeonatos                                 | Troféu FastBravo                            | Desafio ModelStand                          | Camp. Regional                              |
| --------- | -------------------------- | -------------------------- | ------- | ------------------------------------------- | ------------------------------------------- | ------------------------------------------- | ------------------------------------------- |
| 22-23 Fev | Rali Serras de Fafe        | DemoPorto                  | Terra   | Open/CPR/JUN                                | MOD                                         | FAS                                         | Norte                                       |
| 08-09 Mar | Rali Cidade Castelo Branco | Esc. C. Branco             | Asfalto | Open/JUN                                    | MOD                                         | FAS                                         | Centro                                      |
| 11-14 Abr | Rali de Portugal*          | Automóvel Club de Portugal | Terra   | Prova extra Campeonato (conta para CPR/WRC) | Prova extra Campeonato (conta para CPR/WRC) | Prova extra Campeonato (conta para CPR/WRC) | Prova extra Campeonato (conta para CPR/WRC) |
| 19-20 Abr | Rali de Alfena             | CAMI                       | Asfalto | Open/JUN                                    | MOD                                         | -                                           | Norte                                       |
| 17-18 Mai | Rali Cidade Guimarães      | Targa Clube                | Asfalto | Open/CPR/JUN                                | -                                           | FAS                                         | Norte                                       |
| 08-09 Jun | Rali Centro de Portugal    | CA Marinha Grande          | Asfalto | Open/CPR/JUN                                | MOD                                         | FAS                                         | Centro                                      |
| 28-29 Jun | Rali Oliveira do Hospital  | CA Centro                  | Terra   | Open/JUN                                    | MOD                                         | FAS                                         | Centro                                      |
| 14 Set    | Rali Cidade de Gondomar    | Gondomar A S               | Terra   | Open/JUN                                    | MOD                                         | FAS                                         | Norte                                       |
| 11-12 Out | Rali de Baião              | CA Amarante                | Terra   | Open/JUN                                    | MOD                                         | FAS                                         | -                                           |
| 09-10 Nov | Rali do Algarve            | CA Algarve                 | Asfalto | Open/CPR/JUN                                | MOD                                         | FAS                                         | Sul                                         |

(*)-Prova Extra Campeonato